# Glorieta de l'Estrela
La glorieta de l'Estrela (també denominada com a rotonda o plaça) és una cèntrica font ornamental de la ciutat valenciana d'Alacant. Està situada, a manera de rotonda, a la confluència de les transitades avingudes d'Òscar Esplà, Aguilera, Salamanca, Maisonnave i el carrer Churruca, a uns metres de l'estació de tren d'Alacant, i és un punt comú dels barris d'Eixample-Diputació, Benalua i Alipark. Des de 1997, la font acull una emblemàtica escultura metàl·lica rotatòria d'Eusebio Sempere, anomenada Com una estrela.

## Descripció

### Rotonda
La font, de planta circular i 20 m de diàmetre, genera una làmina d'aigua que cau contínuament a manera de cascada per tot el seu perímetre. Si es compten els tres carrils de tràfic rodat que envolten la font, el conjunt aconsegueix els 50 metres de diàmetre, la qual cosa fa una superfície total d'uns 1900 m². La rotonda consta de 9 accessos: dos per cada sentit de les quatre avingudes i un més per al carrer (que només té un carril en un sentit). Els accessos d'entrada a l'avinguda Maisonnave i el carrer Churruca només estan permesos al transport públic urbà. Als voltants de la rotonda es poden trobar diferents construccions d'interès: l'edifici Reyes de Anta-Barrio, que va ser el primer de la ciutat construït amb un soterrani accessible per a vehicles; un edifici del centre comercial El Corte Inglés; l'antiga seu de la Caixa Mediterrani (hui Banc Sabadell); el teatre Arniches; el passeig de l'avinguda d'Òscar Esplà; i les instal·lacions ferroviàries de l'estació d'Alacant, que compten amb un dels ficus monumentals (arbre protegit de grans dimensions) de la ciutat.

### Escultura
L'obra d'Eusebio Sempere se situa al centre de la font i es titula Com una estrela. Consisteix en un dodecaedre de les cares del qual ix una cinquantena de tubs paral·lels d'acer inoxidable, amb longituds compreses entre els 60 cm i els 2,35 m. Tota l'estructura, que s'assembla a un estrela, està elevada i se subjecta a la base a través de l'eix d'un motor que la fa girar. Inicialment, l'obra va ser donada per Sempere a la ciutat d'Alacant després de la inauguració del Museu de l'Assegurada. En 1978 es va col·locar al Portal d'Elx, però es va retirar d'allí i es va guardar en uns magatzems. L'emplaçament actual de l'obra data de 1996, quan es va aprovar el projecte per a la font de la plaça. Va ser restaurada al desembre de 2015.